# Luciana Fittaioli
Luciana Fittaioli (Foligno, 9 luglio 1921 – 11 giugno 2007) è stata una politica italiana.

## Biografia
Antifascista, studentessa universitaria, è candidata alla Camera dei deputati con il Fronte Democratico Popolare alle elezioni del 18 aprile 1948; inizialmente non eletta, subentra il 3 ottobre 1952 ad Alfredo Cotani, deceduto a settembre, restando in carica nella parte finale della I Legislatura nelle file del Partito Comunista Italiano. 
Conclusa l'esperienza parlamentare nel 1953, rientra nel suo paese natale dove viene eletta consigliera comunale. Negli anni è stata docente e sindacalista, membro della CGIL.